# Свиньин, Пётр Павлович
Пётр Павлович Свиньи́н (14 февраля 1801, Смоленское Переславского уезда Владимирской губернии − 16 апреля 1882, Москва) — декабрист из рода Свиньиных.

## Биография
Сын статского советника Павла Петровича Свиньина (1772—1836) и Екатерины Александровны, урождённой Алексеевой (1763—1807). Унаследовал большую усадьбу Смоленское, которую выстроил в екатерининское время его дед, сенатор П. С. Свиньин, а также дом на Кулишках, в Певческом переулке.
Первоначальное образование получил в иезуитском пансионе в Петербурге. Поступил в службу юнкером в лейб-гвардии Кавалергардский полк 17 февраля 1820 года. Эстандарт-юнкер (27.3.1820), корнет (13.5.1820), затем поручик того же полка (23.2.1824). В сентябре 1825 года принят в петербургскую ячейку Южного общества, участвовал также и в деятельности Северного общества.
После выступления на Сенатской площади был арестован в Москве 23.12.1825, доставлен в Петербург и заключен в Петропавловскую крепость («посадить под арест по усмотрению, дав писать, что хочет») в № 1 Иоанновского равелина.
Высочайше повелено 13.06.1826 Свиньина выпустить и перевести тем же чином в полки 2-й армии и ежемесячно доносить о поведении. Приказом от 7 июля переведён в Харьковский драгунский полк. Уволен от службы ротмистром 16 января 1831 года. С этого времени он поселился в Москве, где за ним был установлен секретный надзор.
В 1838 году возник вопрос о праве Свиньина жить в Москве, и он был из неё выслан. С 27.09.1841 года ротмистр Свиньин получил разрешение жить в Петербурге под надзором. В 1841 году была освящена церковь, построенная Петром Павловичем в принадлежавшем ему селе Нестерово.

По манифесту об амнистии от 26 августа 1856 года отставной ротмистр Свиньин был освобожден от надзора. Одинокий Свиньин продал своих крестьян и часть своих землевладений; село Смоленское отошло генералу Викентию Козловскому, и жил в Москве или Петербурге, где славился своим хлебосольством. Одна из современниц писала в 1843 году:
Нынче вечером в городе будет очень интересный бал, который дает господин Свиньин, знаешь, тот богач, предмет отчаяния всех невест, которые надеются, да все безуспешно, так как он до сих пор холост. Вот он-то и дает этот бал. У него дом, как игрушка, отделан со вкусом и богатством, словом, прелесть. Хозяйкою бала будет Ольга Долгорукова. Будут присутствовать только молодые женщины, и каждая из этих дам получит от него сторублевый букет. А букет Долгоруковой будет стоить восемьсот, потому что он с сюрпризом в виде веера замечательной работы и с прелестными стихами в её честь. Через две недели он рассчитывает устроить танцевальный урок — так он называет бал для девиц.
По словам князя Д. Д. Оболенского, Свиньин был человек умный, веселый, словоохотливый и всегда приятный собеседник, при этом атеист и эгоист. Изрядно богатый он был тип старого холостяка и напоминал своей утонченностью дамских угодников времен королевской Франции, Версаля. Он жил себе в удовольствие в своем великолепном доме на Покровке, где было много музейных редкостей: картин, фарфора, бронзы. У него была коллекция непозволительных произведений кисти Буше. Герцог Морни давал баснословную цену за них, но Свиньин отказал. Художник Зичи снял с них эскизы, сидя в кабинете хозяина. Многие антиквары пытались купить ту или другую вещь Свиньина, но он ничего не продавал. Даже отказал Ротшильду продать зелёную вазу, стоявшую на одном из столов в его кабинете.
Особенно много народу у Свиньина было по понедельникам. Его обеды и ужины были лукулловскими; для актрисы Рашель подавались раки, сваренные особым способом в шампанском, это блюдо получило особенное название — «a la Рашель». С годами Свиньину надоело обедать у себя дома, и он обедал или у знакомых, часто у князя В. А. Долгорукова, или в ресторане, где знали его привычки. С годами он перешёл от своей 1/2 бутылки лафита, которую пил ежедневно за обедом, на 1/2 бутылки красного портвейна. Он был любимцем всей московской и петербургской аристократии. Все любили его за его ум, независимые суждения и приятную беседу. Он также был большой охотник до лошадей.
Скончался в 1882 году и был похоронен в Симоновом монастыре. Могила не сохранилась (т.к. было снесён почти весь монастырь в 1930-е годы).